# PMTair
PMTair (Progress MulTi Air) es una aerolínea camboyana que ofrece vuelos regulares domésticos e internacionales de carga y pasajeros. Su base de operaciones es el Aeropuerto Internacional de Phnom Penh.

## Historia
PMTair es propiedad de Progress Multitrade Co., Ltd., que está registrada como aerolínea comercial en el Ministerio de Comercio, Reino de Camboya, el 14 de entonces de 2003. El certificado de operador aéreo fue entregado por la Dirección de Aviación Civil de Camboya el 14 de octubre de 2003.

## Destinos

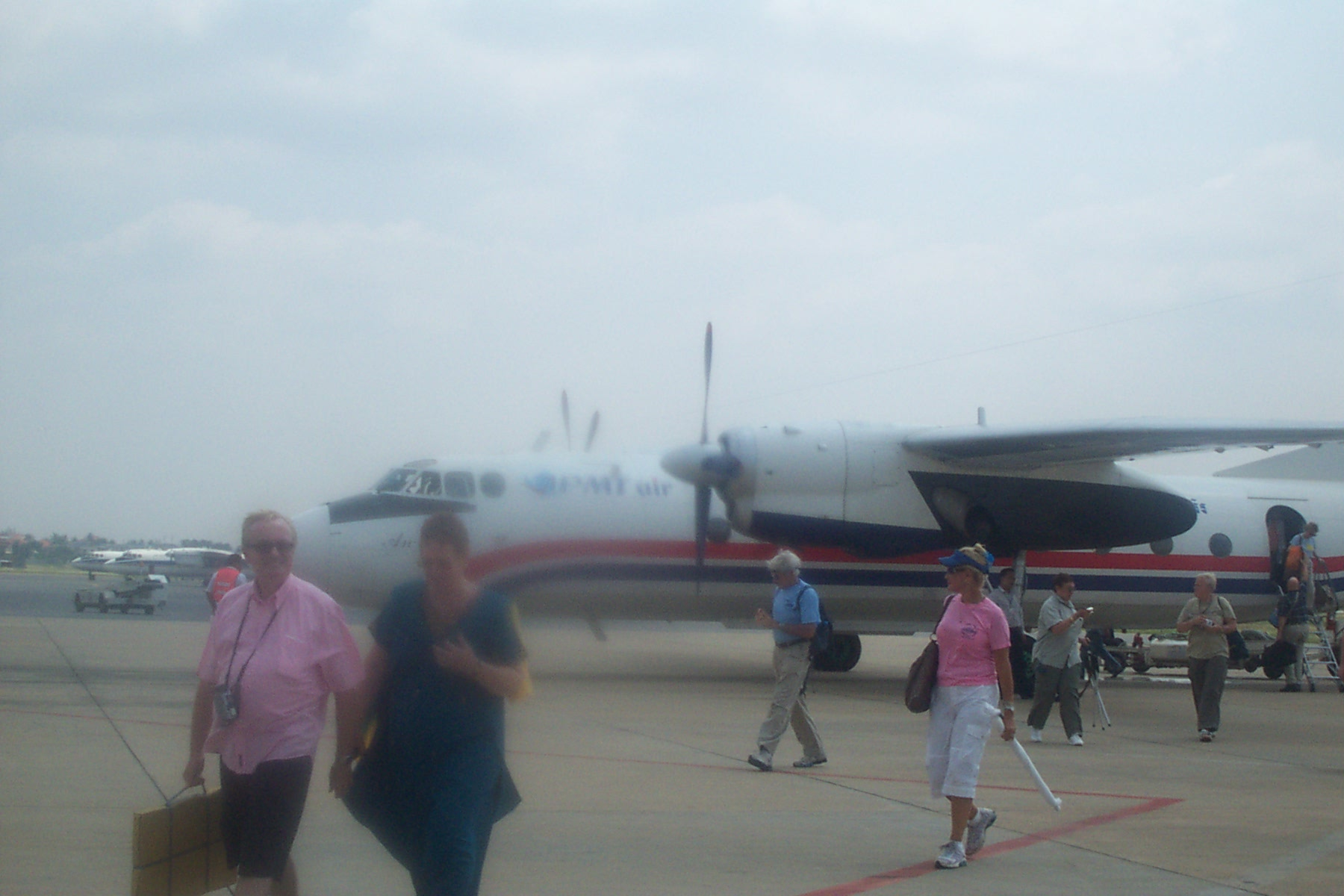
Pasajeros desembarcando de un Antonov An-24 de PMTair en el Aeropuerto Internacional de Phnom Penh en septiembre de 2006.

PMTair opera a los siguientes destinos:
- Camboya
  - Siem Reap - Aeropuerto Internacional Angkor Base
- Corea del Sur
  - Busan - Aeropuerto Internacional Gimhae
  - Seúl - Aeropuerto Internacional de Incheon
- Vietnam
  - Hanói - Aeropuerto Internacional Noi Bai

### Antiguas rutas
PMTair suspendió todos sus vuelos de cabotaje durante la crisis por el accidente del Vuelo 241 de PMTair.
- Pattaya-Siem Reap
- Bangkok-Phnom Penh
- Hanói-Phnom Penh
- Phnom Penh-Ratanakiri-Siem Reap
- Ratanakiri-Phnom Penh
- Siem Reap-Phnom Penh
- Siem Reap-Sihanoukville

## Incidentes y accidentes
- 21 de noviembre de 2005 – un Yunshuji Y7-100C operado por PMTair se salió de pista mientras aterrizaba en Ban Lung, Ratanakiri partiéndose una de las patas de su tren de aterrizaje. 59 pasajeros y seis tripulantes viajaban a bordo. No hubo que lamentar ningún herido. El avión era el XU-072, alquilado de Royal Phnom Penh Airways, y anteriormente operado por President Airlines.[2] Como resultado del accidente, el personal de Naciones Unidas dejó de utilizar la aerolínea en sus desplazamientos.[3]
- 25 de junio de 2007 – Vuelo 241 de PMTair, un Antonov An-24 con dieciséis pasajeros y seis tripulantes a bordo, se estrelló en una zona montañosa de jungla de la Provincia de Kampot. El avión había despegado del Aeropuerto Internacional Angkor y se dirigía al Aeropuerto Internacional de Sihanoukville, y desapareció del radar en torno a las 10:40 a. m. Hora local (03:40 GMT). A bordo viajaban trece pasajeros de Corea del Sur y tres pasajeros checos, y la tripulación se componía de un piloto uzbekistaní y cinco camboyanos. Debido a la meteorología y al terreno escarpado, el personal de salvamento tardó dos días en localizar el lugar del siniestro. No se encontraron supervivientes.[4][5][6]

## Flota
La flota de PMTair incluye las siguientes aeronaves (a 1 de diciembre de 2010):
- 2 Antonov An-12 (carga)
- 1 Antonov An-24
- 1 McDonnell Douglas MD-83